# Leptodesmus virgulatus
Leptodesmus virgulatus är en mångfotingart som beskrevs av Carl Graf Attems 1901. Leptodesmus virgulatus ingår i släktet Leptodesmus och familjen Chelodesmidae. Inga underarter finns listade i Catalogue of Life.